# Drogo (Vexin)
Drogo (franz.: Dreux; * 996; † 1035 in Nicäa) war ein Graf von Vexin, Amiens und Mantes im 11. Jahrhundert. Er war ein Sohn Graf Walters II. des Weißen.
Drogo pflegte eine enge Freundschaft zu dem mit ihm benachbarten Normannenherzog Robert I. dem Prächtigen. Er heiratete noch vor 1025 die angelsächsische Prinzessin Godgifu (Goda), die eine Tochter des Königs Æthelred von Wessex und eine Cousine des Herzogs war. Die angelsächsische Königsfamilie befand sich im normannischen Exil, seit 1013 die Dänen des Sven Gabelbart auf der britischen Insel angelandet waren. Aus der Ehe gingen drei Söhne hervor:
- Ralf der Furchtsame († 1057), Earl of Hereford
- Walter III. († 1063), Graf von Vexin, Amiens und Mantes
- Fulko († nach 1077), Bischof von Amiens

1035 schloss sich Drogo dem Herzog Robert I. zu einer Pilgerreise in das heilige Land an. Zusammen mit ihm starb er auf dem Weg in Nicäa. Wie Ordericus Vitalis berichtet, erhob 1087 Wilhelm der Eroberer einen Anspruch auf das Vexin, welches inzwischen der französischen Krondomäne angehörte, aufgrund seiner Verwandtschaft mit Graf Drogo. Der Streit um das Vexin stellte das 12. Jahrhundert hindurch einen Hauptkonfliktpunkt zwischen den Herzögen der Normandie und den Königen Frankreichs dar. Seine Witwe heiratete Eustach II. von Boulogne.